# Registreringsskyltar i Georgien

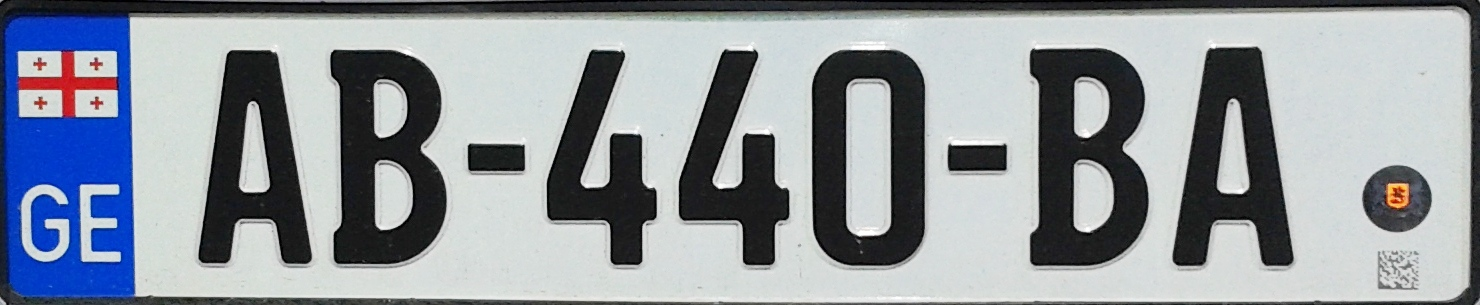
En modern modell av en georgisk registreringsskylt.

Registreringsskyltar i Georgien består av tre bokstäver, ett bindestreck och tre siffror (till exempel ABC-123), i svart mot en vit bakgrund. Bokstäverna skrivs i det latinska alfabetet. Storleken på skylten är likvärdig mot europeisk standard. Samtliga skyltar bär förkortningen "GEO" i den nedre vänstra hörnet av skylten, medan nyare skyltar även har Georgiens flagga i det övre vänstra hörnet.
Från och med hösten 2014 införs nya registreringsskyltar i Georgien. Dessa skyltar har en kombination av två bokstäver följt av tre siffror följt av två bokstäver. En blå remsa i höger kant innefattar bokstäverna "GE" samt den georgiska flaggan. På höger sida kommer att finnas ett litet säkerhetshologram. De gamla registreringsskyltarna kommer att vara giltiga fram till åtminstone 2030.

## Bilbeteckningar
Ursprungligen avsåg den första bokstaven i registreringsskylten vilket område bilen var registrerad i:
- A – Tbilisi
- B – Adzjarien
- C – Abchazien
- F – Zugdidi
- K – Kutaisi
- N – Achaltsiche
- O – Gori
- R – Telavi
- S – Bolnisi

När systemet inte längre räckte till togs det bort. Vem som helst kan köpa den kombination de vill ha. Vissa kommersiella organisationer har köpt upp alla kombinationer inom tre-bokstavskombinationen (till exempel ägs alla TBC-skyltar av TBC-banken och alla MZE-skyltar ägs av Mze TV). Ambulanser har skyltar i PSP-serien efter det farmaceutiska företaget som sponsrar dem, och brandkåren har SOS-skyltarna.

## Bildgalleri

Georgiska registreringsskyltar
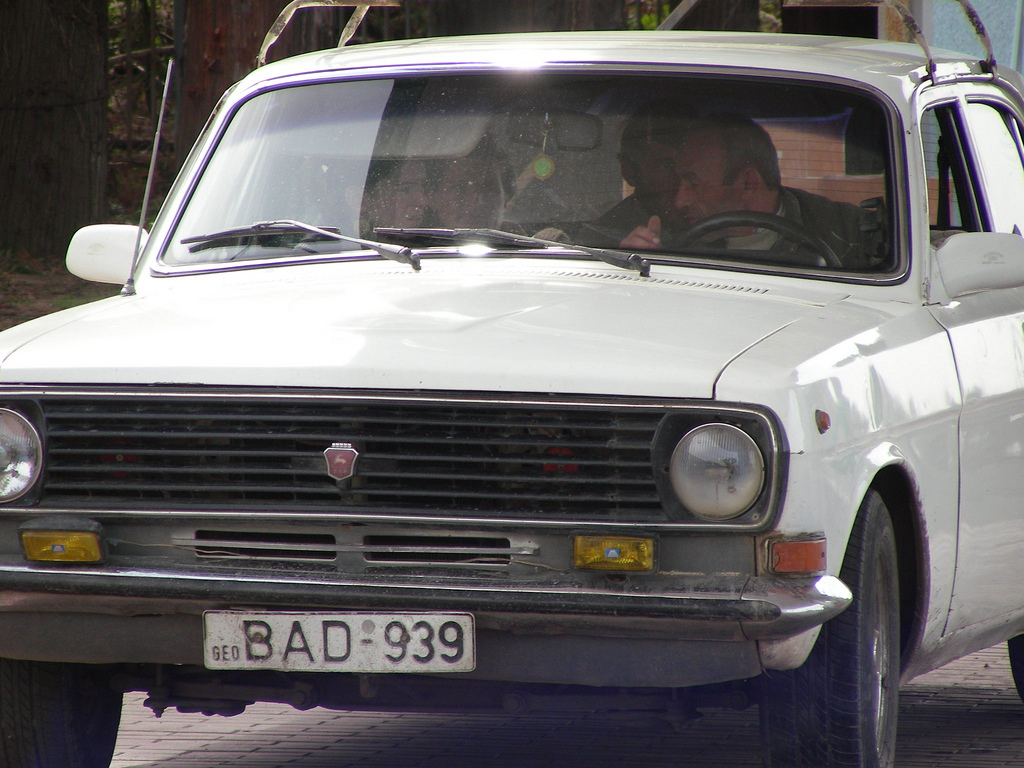
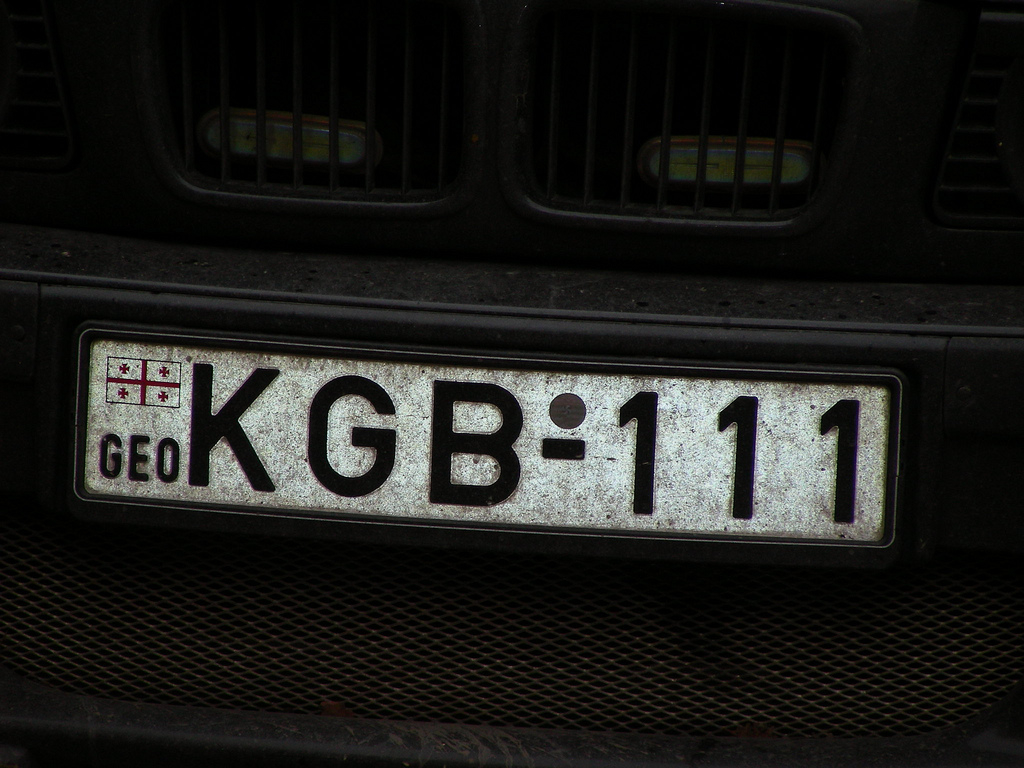
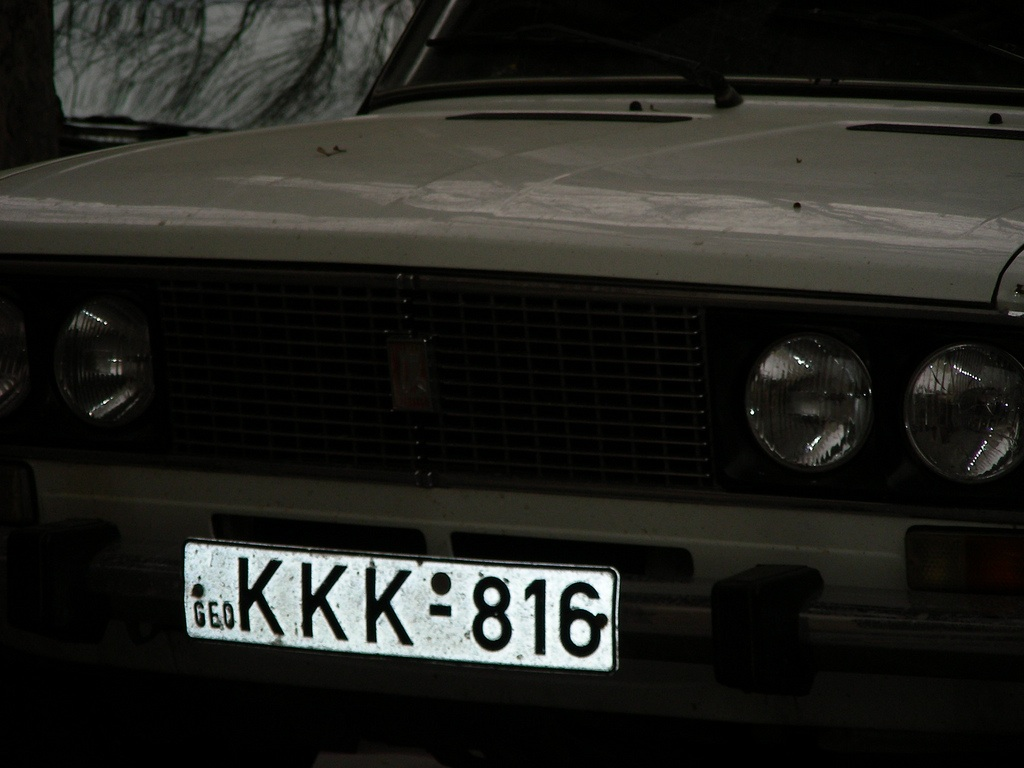
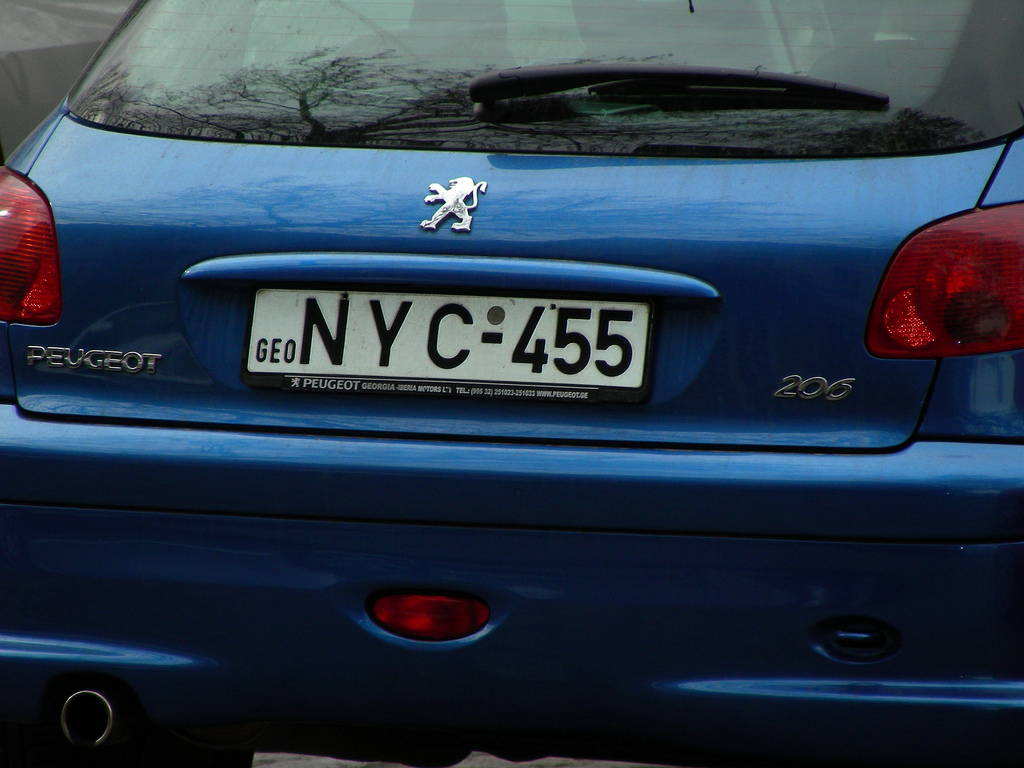
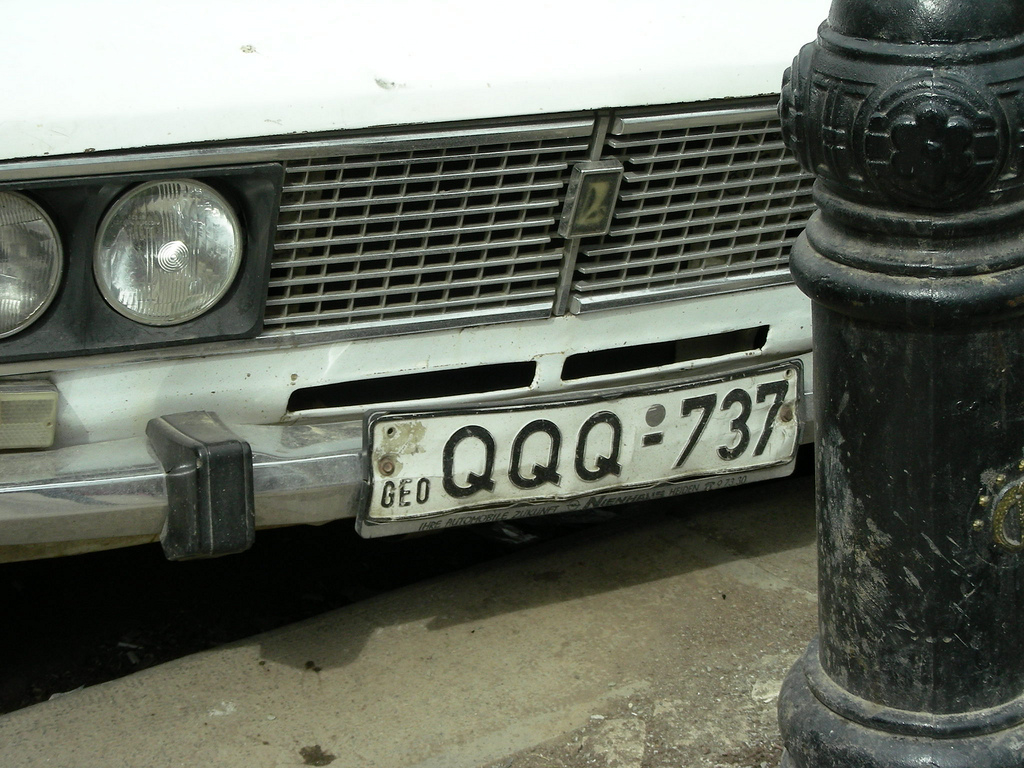
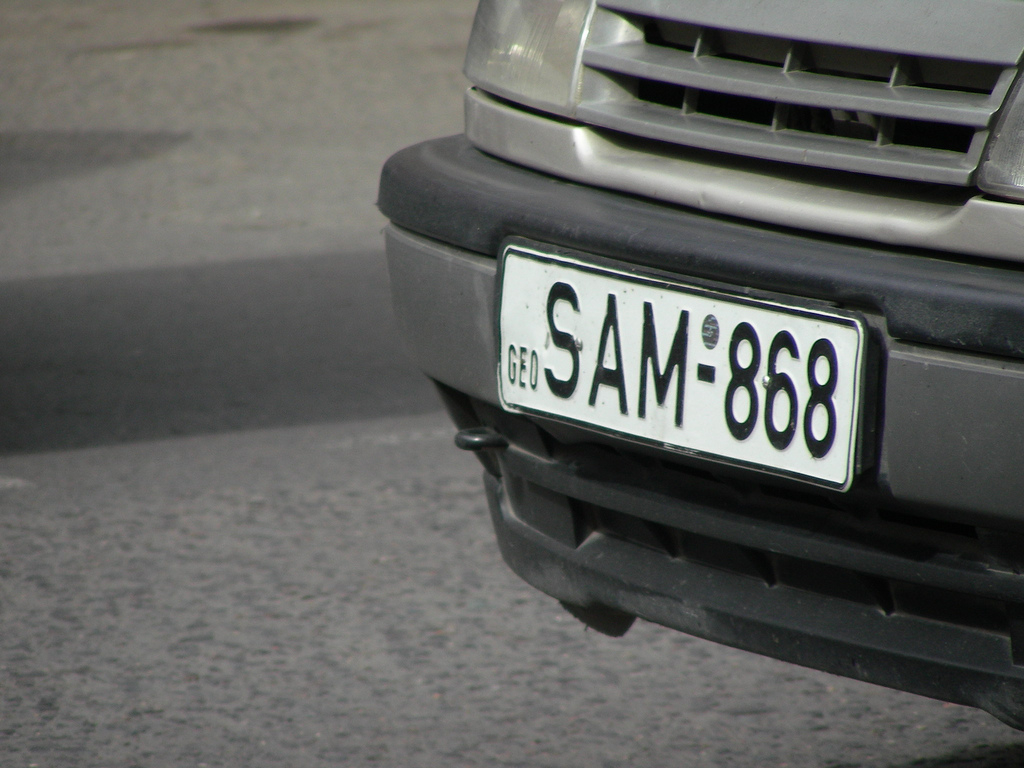
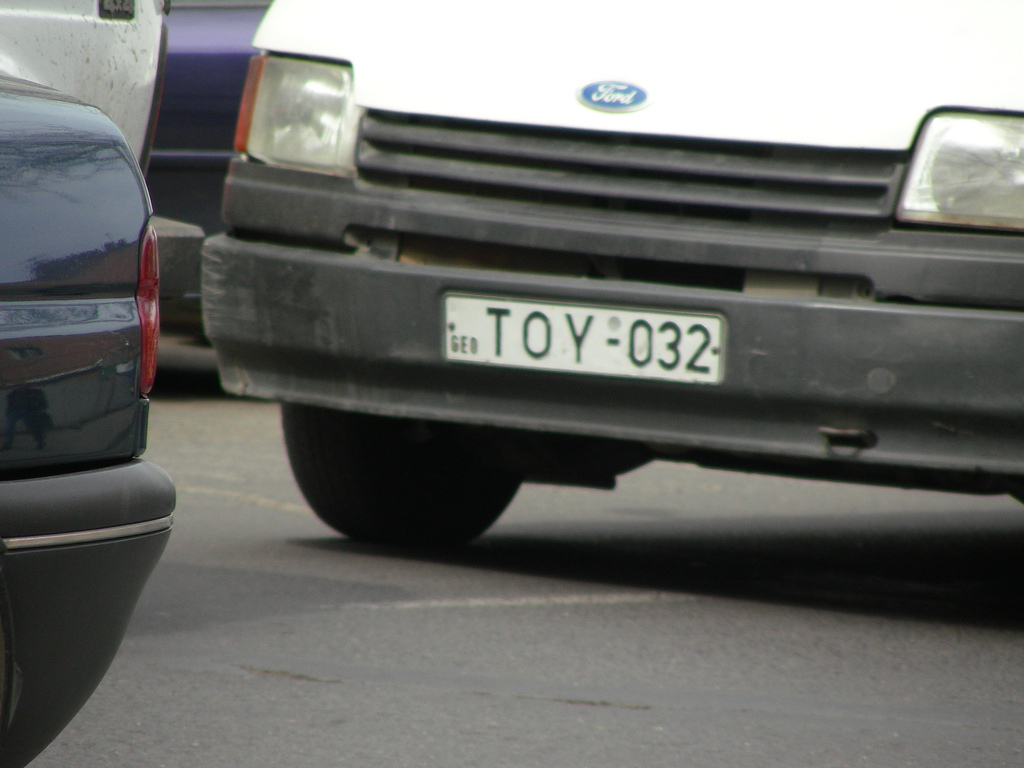
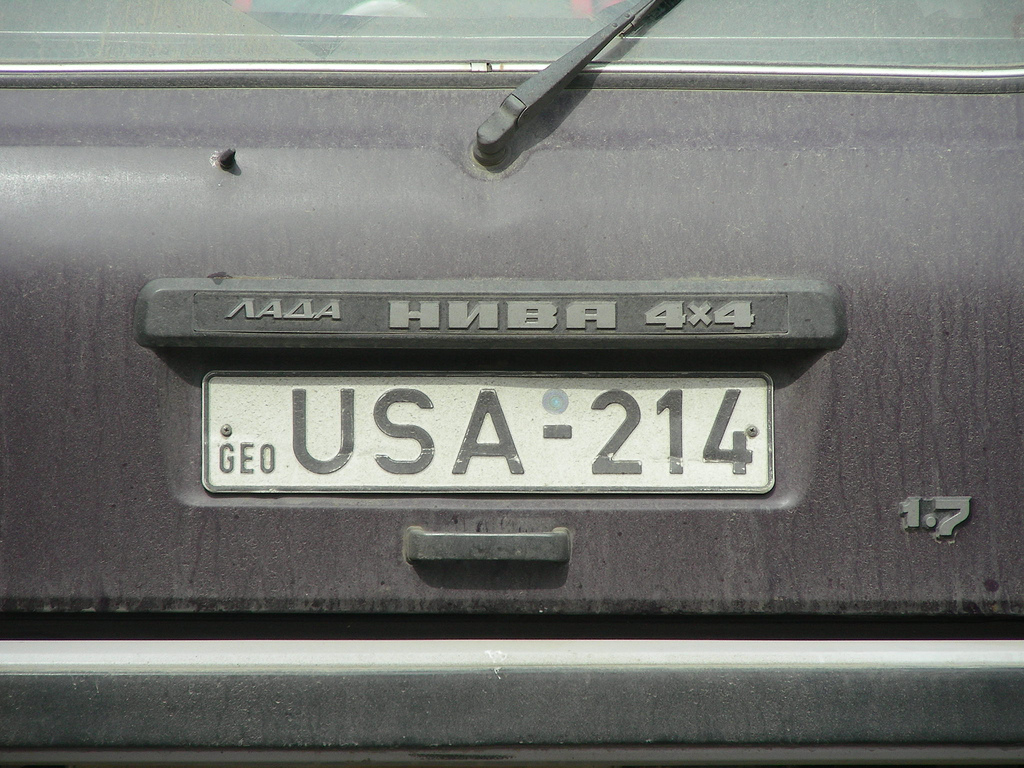